# كونور جاكسون
كونور جاكسون (بالإنجليزية: Conor Jackson) هو لاعب كرة قاعدة أمريكي، ولد في 7 مايو 1982 في أوستن في الولايات المتحدة.

## وصلات خارجية
- كونور جاكسون على موقع دوري كرة القاعدة الرئيسي (الإنجليزية)
- كونور جاكسون على موقعبيزبول رفرنس.كوم (الدوري الرئيسي) (الإنجليزية)
- كونور جاكسون على موقعبيزبول رفرنس.كوم (الدوري الثانوي) (الإنجليزية)
- كونور جاكسون على موقع إي إس بي إن.كوم (أم.أل.بي) (الإنجليزية)
- كونور جاكسون على موقع مشجعي الرسوم البيانية (الإنجليزية)